# Herndl (Gemeinde Bad Goisern)
Herndl ist eine Ortschaft der Gemeinde Bad Goisern am Hallstättersee in Oberösterreich.
Die Ortschaft im Traunviertel ist Teil des Inneren Salzkammergutes und gehört dem Bezirk Gmunden an. Sie befindet sich östlich von Bad Goisern. Am 1. Jänner 2024 gab es in Herndl 204 Einwohner.